# Sovereign Tech Fund
Der  Sovereign Tech Fund ist ein Förderprogramm des Bundesministeriums für Wirtschaft und Klimaschutz, mit dem Open-Source-Software finanziell unterstützt werden soll. Die ersten Mittel wurden im Mai 2022 vom Bundestag bereitgestellt.

## Förderzweck
Das Programm zielt gemäß Bundeshaushaltsplan auf die Förderung und Absicherung von Open-Source-Basistechnologien. Das Open-Source-Ökosystem solle damit auch gegen Angriffe von außen resilienter gemacht werden und somit die Cybersicherheit und Resilienz in der Breite der deutschen Wirtschaft stärken. Damit soll eine Forderung des Koalitionsvertrags der Ampelkoalition umgesetzt werden. Nach Angaben des Bundesministeriums sind die Förderungen zeitlich begrenzt und adressieren jeweils eine konkrete Herausforderung bzw. eine konkrete Sicherheitslücke.

## Umfang und Organisation
Das Programm hatte im Jahr 2022 Mittel im Umfang von 13 Millionen Euro, im Jahr 2023 von ca. 22 Millionen Euro und wird im Jahr 2024 bis zu 16 Millionen Euro zur Verfügung haben. Organisatorisch ist es zunächst der Bundesagentur für Sprunginnovationen angegliedert. Aufgebaut und geleitet wird es von Adriana Groh und Fiona Krakenbürger.

## Unterstützte Projekte
Bis 2025 erhielten die folgenden Projekte Fördermittel:
- ActivityPub Testsuite[9]: 152.000 Euro
- Arch Linux Package Management[10]: 562.800 Euro
- coreutils[11]: 99.060 Euro
- cURL[12]: 195.000 Euro
- domain[13]: 993.600 Euro
- Drupal[14]: 278.700 Euro
- Eclipse Foundation[15]: 515.200 Euro
- FFmpeg[16]: 157.580 Euro
- Fortran[17]: 816.000 Euro
- FreeBSD[18]: 686.400 Euro
- Gnome[19]: 1.000.000 Euro
- GNU libmicrohttpd[20]: 300.000 Euro
- GopenPGP/OpenPGP.js[21]: 172.860 Euro
- GStreamer[22]: 203.000 Euro
- JUnit[23]: 180.000 Euro
- Log4j[24]: 596.160 Euro
- Logback[25]: 180.000 Euro
- Mamba[26]: 349.875 Euro
- OpenStreetMap[27]: 384.000 Euro
- OpenBGPd[28]: 200.000 Euro
- OpenBLAS[29]: 263.000 Euro
- OpenJS Foundation[30]: 874.940 Euro
- OpenMLS[31]: 195.000 Euro
- OpenSSH[32]: 200.000 Euro
- Pendulum[33]: 449.850 Euro
- PHP[34]: 205.000 Euro
- Prossimo[35]: 1.436.729 Euro
- Python Package Index[36]: 1.056.672,77 Euro
- Reproducible builds[37]: 353.430 Euro
- RubyGems & Bundler[38][39]: 668.400 Euro
- Samba[40]: 668.800 Euro
- Sequoia-PGP[41][42]: 900.000 Euro
- systemd[43]: 455.000 Euro
- Verbesserung der Infrastruktur und Sicherheit des Javascript-Ökosystems: 176.955,16 Euro
- WireGuard[44]: 209.000 Euro
- Yocto Projekt[45]: 759.000 Euro